# Battus devilliersii
Battus devilliersii is een vlinder uit de familie van de pages (Papilionidae). De wetenschappelijke naam van de soort is voor het eerst geldig gepubliceerd in 1822 door Jean-Baptiste Godart.